# (73932) 1997 QD5
1997 كيو دي 5 (ويعرف أيضًا باسم (73932) 1997 كيو دي 5 وفق تسمية الكوكب الصغير) (بالإنجليزية: 1997 QD5)‏ هو كويكب ضمن حزام الكويكبات؛ وترتيبه 73932 من حيث الاكتشاف.
اكتُشف هذا الجُرم الفلكي بواسطة جون بروفتون في 25 أغسطس 1997.

## وصلات خارجية
- (73932) 1997 QD5 في قاعدة بيانات مختبر الدفع النفاث لأجرام النظام الشمسي الصغيرة

- الاكتشاف · مخطط المدار ·  العناصر المدارية · المعلمات المادية

- (73932) 1997 QD5 على موقع ويكي سكاي: DSS2, SDSS, GALEX, IRAS, Hydrogen α, X-Ray, Astrophoto, Sky Map, Articles and images